# 三菱重工三原硬式野球部
三菱重工三原硬式野球部（みつびしじゅうこうみはらこうしきやきゅうぶ）は、広島県三原市に本拠地を置き、日本野球連盟に加盟していた社会人野球のクラブチームである。

## 概要
1946年、三菱重工業の三原製作所内で『三菱重工三原硬式野球部』として創部。
1950年、本社の分割による社名変更に伴い、チーム名を『中日本重工業三原硬式野球部』に改称した。
1952年、本社の社名変更に伴い、チーム名を『新三菱重工三原硬式野球部』に改称した。
1964年、本社の合併による社名変更に伴い、チーム名を『三菱重工三原硬式野球部』へと再改称した。
1966年に都市対抗野球に初出場を果たしベスト8に進出、1982年に日本選手権に初出場を果たした。その後も、同じ広島県内に本拠地を置く三菱重工広島と切磋琢磨して都市対抗野球大会に5回出場するなど中堅どころとして活躍し、プロ野球界にも多くの人材を送り出した。
2001年のシーズン途中、本社の方針から登録種別を会社登録からクラブチーム登録に変更し、チーム名を『三菱三原硬式野球クラブ』に改称した。
2002年、JABA広島大会1回戦で広島東洋カープファームと対戦し、3-2で勝利を収めた（カープファームはその後同大会で2005年5月10日に三菱重工広島に4－7で敗れるまで無敗を続けた）。
2009年2月2日付けで、チーム名を『三菱重工三原硬式野球部』に改称した。。
2014年2月13日に部員数の減少により同年の都市対抗野球をもっての解散を発表、広島県1次予選でのJR西日本戦の敗戦をもって解散となり、5月31日付けで解散チームとして公示された。。

## 設立・沿革
- 1946年 - 『三菱重工三原』として創部
- 1950年 - 本社改称に伴い『中日本重工業三原』に改称
- 1952年 - 本社改称に伴い『新三菱重工三原』に改称
- 1964年 - 本社改称に伴い『三菱重工三原』に改称
- 1966年 - 都市対抗野球大会に初出場（8強）
- 1982年 - 社会人野球日本選手権大会に初出場（初戦敗退）
- 2001年 - クラブチーム化に伴い『三菱三原硬式野球クラブ』に改称
- 2009年 - 『三菱重工三原』に改称
- 2014年 - 解散

## 練習場
- 三菱長谷グラウンド（広島県三原市長谷4丁目）

## 主要大会の出場歴・最高成績
- 都市対抗野球大会 - 出場5回、8強2回（1966年、1974年）
- 社会人野球日本選手権大会 - 出場2回
- JABA高砂市長杯争奪大会 - 優勝1回（2001年）

## 主な出身プロ野球選手
- 山内新一（投手） - 1967年ドラフト2位で読売ジャイアンツに入団
- 田中由郎（投手） - 1975年ドラフト1位でロッテオリオンズに入団
- 簑田浩二（外野手） - 1975年ドラフト2位で阪急ブレーブスに入団
- 角三男（投手） - 1976年ドラフト3位で読売ジャイアンツに指名され、翌年シーズン終了後に入団
- 野村貴仁（投手） - 1990年ドラフト3位でオリックス・ブルーウェーブに入団
- 坊西浩嗣（捕手） - 1990年ドラフト外で福岡ダイエーホークスに入団
- 面出哲志（投手） - 1998年ドラフト4位で大阪近鉄バファローズに入団